# Thiên hoàng Go-Hanazono
Thiên hoàng Go-Hanazono (後花園 Go-Hanazono-tennō, 10 tháng 7 năm 1418 - 18 tháng 1 1471) là Thiên hoàng thứ 102 của Nhật Bản theo danh sách kế thừa truyền thống. Triều đại của ông kéo dài từ năm 1428 đến năm 1464.

## Phả hệ
Trước khi lên ngôi, ông có tên cá nhân (un imina) chỉ đơn giản là Hikohito -shinnō (彦仁親王). Ông là con trai của thân vương Fushimi-no-miya Sadafusa, đồng thời là cháu dòng đích của cố Thiên hoàng Sukō. Ông cũng là người chắt vĩ đại của cố Thiên hoàng Go-Fushimi - đây là mối quan hệ xa nhất thứ hai giữa một thân vương sắp kế ngôi Thiên hoàng Shōkō với người tiền nhiệm xa hơn là Go-Fushimi. Các Thiên hoàng tiền nhiệm trước đó đều là anh em họ với thân vương - Thiên hoàng Go-Komatsu và Thiên hoàng Go-Kameyama.

## Lên ngôi Thiên hoàng
Tháng 8/1428, ngay sau khi anh họ là Thiên hoàng Shōkō vừa băng hà ít ngày, thân vương Hikohito chính thức lên ngôi với hiệu là Thiên hoàng Go-Hanazono. Ông dùng lại niên hiệu của người tiền nhiệm làm thành Shōchō nguyên niên (8/1428 - 9/1429).
Cũng như các Thiên hoàng tiền nhiệm, ông không có quyền lực gì mà thậm chí còn không được vua Trung Hoa thừa nhận như là Quốc vương của nước Nhật Bản. Sau khi Shogun Ashikaga Yoshinori lên cầm quyền, Hoàng đế Trung Hoa là Minh Tuyên Tông gửi thư cho Shogun và trong bức thư, vua Minh gọi Shogun là "Quốc vương Nhật Bản" thay vì gọi danh hiệu đó cho Thiên hoàng đang tại vị.
Năm 1443, một nhóm cướp đột nhập vào hoàng cung và phóng hỏa đốt nhằm giết chết Thiên hoàng Go-Hanazono, nhưng hoàng đế đã nhanh chóng trốn thoát. Tuy nhiên, những kẻ xâm nhập này đã cướp đi Tam Chủng Thần Khí là gương, thanh kiếm và viên ngọc quý. Đến đầu năm sau, một người lính tìm thấy gương và một tu sĩ tìm thấy thanh kiếm; riêng viên ngọc quý thì phải tới cuối tháng 9/1444 mới được tìm ra.
Tháng 8/1451, một phái đoàn sứ thần của vua Ryukyu (Lưu Cầu) là Shō Kinpuku (1450-1453) sang thăm cố đô Heian-kyō (Kyoto, kinh đô của Mạc phủ Ashikaga)
Tháng 9/1451, Shogun Yoshinari đã gửi một bức thư phúc đáp cho Hoàng đế Trung Quốc, Minh Đại Tông  để thiết lập vững chắc quan hệ Nhật Bản - Trung Hoa, vốn được thiết lập thời Thiên hoàng Go-Komatsu, do Yoshimitsu đề xướng vào cuối thế kỷ XIV.
Năm 1458, viên ngọc vốn được phe Nam tìm ra từ năm 1444 đã phải chuyển giao cho Miyako để bà lưu giữ nó ở nơi khác.
Tháng 8/1464, Go-Hanazono thoái vị và nhường ngôi cho con trai độc nhất, về sau lên ngôi với hiệu là Thiên hoàng Go-Tsuchimikado.
Thiên hoàng không đặt chức quan nào khi đang ở ngôi, Ông đặt các niên hiệu:
- Shōchō (1428-1429)
- Eikyō (1429-1441)
- Kakitsu (1441-1444)
- Bun'an (1444-1449)
- Hōtoku (1449-1452)
- Kyōtoku (1452-1455)
- Kōshō (1455-1457)
- Chōroku (1457-1460)
- Kanshō (1460-1466)